# György Radó
György Radó (ur. 10 października 1912 w Budapeszcie, zm. 2 lipca 1994 tamże) – węgierski historyk literatury, tłumacz, członek Węgierskiego Towarzystwa im. A. Mickiewicza.
W roku 1966 został przewodniczącym komitetu do spraw historii przekładu w Międzynarodowej Federacji Tłumaczy. Z polskiej poezji tłumaczył m.in. twórczość Ignacego Krasickiego, Jana Kochanowskiego, Stanisława Trembeckiego, Juliana Tuwima, Władysława Broniewskiego, Krzysztofa Kamila Baczyńskiego, Konstantego Ildefonsa Gałczyńskiego.
Odznaczony Orderem Gwiazdy Węgierskiej Republiki Ludowej (1987). Nagrodzony odznaką „Zasłużonego dla kultury polskiej” (1975).

## Przekłady
- Sonety krymskie Mickiewicza
- Urodzaj ludzi Morcinka
- Wrzesień Putramenta
- Teatr ogromny Schillera
- Sto koni do stu brzegów Koźniewskiego
- Summa technologiae Lema

### Publikacje
- Adam Mickiewicz et l'idée de la liberté (1970)